# Shuqbagrot
De Shuqbagrot (Arabisch: مغارة شقبا Maġārat Šuqbā) is een archeologische site aan de noordrand van de Wadi an-Natuf, ten zuiden van de stad Shuqba in het gouvernement Ramallah & Al-Bireh van de Palestijnse Autoriteit, rond 28 kilometer ten noordwesten van Jeruzalem. Naast tal van stenen werktuigen van denaar de site vernoemde epipaleolithische Natufische cultuur is het de vindplaats van het zuidelijkste neanderthalerfossiel - een enkele tand - in de Levant. 
De grot is kandidaat voor opname in de werelderfgoedlijst van de Palestijnse autonome gebieden.

## Uitgravingen en vondsten
De ingang van de grot ligt ongeveer 22 m boven de dalbodem van de Wadi an-Natuf, en op ongeveer 220 m hoogte boven zeeniveau. De binnenkant is een grote holte van meer dan 20 meter hoogte met twee openingen in het bovenste gedeelte. 
De grot werd voor het eerst wetenschappelijk beschreven in 1924, door de jezuieten-pater Alexis Mallon, S.J. Hij verzamelde een aantal bewerkte vuurstenen, en beschreef zijn vondsten in 1925 in een nieuwsbrief van de Université Saint-Joseph te Beiroet.
Als ontdekker had Mallon het voorrecht om de grot nauwkeuriger te verkennen, maar hij zag hier vanaf en schonk het recht aan de British School of Archaeology in Jeruzalem. Deze financierde van april tot half juni 1928 een systematische opgraving in de grot, geleid door de Britse archeologe Dorothy Garrod en ondersteund door de archeologen George Woodbury en Edna Thuner Woodbury en een groep Arabische arbeiders. Garrod identificeerde eerst drie, later vier bewoningsslagen in de grot en vond in deze talrijke artefacten en fossielen van verschillende diersoorten, evenals talrijke menselijke botten en bewijs van bewoning uit een tijdperk dat later door Garrod het Natufien werd genoemd. In 1928 werd het eerste onderzoeksrapport gepubliceerd. 
Voor de volgende jaren waren verdere opgravingen gepland, maar Garrod werd door de British School of Archeology verzocht om in plaats daarvan de  karstgrotten in de Wadi El Mughara in het Karmelgebergte te verkennen. Het grote aantal menselijke fossielen die daar in 1929 in de Tabungrot en in de nabijgelegen Skhul en Kebara-grotten gevonden werden, zorgden dat de ontdekkingen in de Shuqbagrot op de achtergrond raakten. Pas aan het einde van de jaren 1990 vonden er weer opgravingen plaats.

### Neanderthaler-kies
Een vondst die oorspronkelijk ook weinig aandacht kreeg vanwege de talrijke indrukwekkendere vondsten in het gebied, was een fossiel uit de laagste laag D, de opgraving waarvan Dorothy Garrod op 15 mei 1928 in haar dagboek als volgt beschreef: "Menselijke kies gevonden op ongeveer 2,30 m diepte". Deze kies werd gevonden in de buurt van stenen werktuigen met Moustérien-kenmerken. De kenmerken van deze tand en een in dezelfde laag ontdekt schouderbladfragment interpreteerde Garrod in 1928 als tot het "neanderthal-type" behorende.  
Een gedetailleerde beschrijving van de kies werd in 1931 gepubliceerd door de Schotse anatoom en antropoloog Arthur Keith in zijn boek New discoveries relating to the antiquity of man. Ook Keith interpreteerde de kies "zonder twijfel" als een neanderthalerfossiel, en van de rechter onderkaak. Hij was ook groter dan de tanden van de 'kaak van Mauer' (de Heidelbergmens) en nauwelijks afgesleten, dus vermoedde Keith dat de tand van een ongeveer twaalf jaar oude adolescent stamde. 
Keith kon ook de jongere epipaleolithische beenderen aan in totaal 45 mensen van alle leeftijden toeschrijven. Hij concludeerde dat de grot 10.000 tot 8.000 jaar geleden op zijn minst tijdelijk als graflocatie diende. 
De tand en talrijke andere vondsten van de opgravingen van Dorothy Garrod bleven in de privécollectie van Arthur Keith, en werden na diens dood in 1955 beschouwd als verloren.

### Herontdekking der vondsten
In werkelijkheid bevonden zich de fossielen en artefacten in het archief van het Royal College of Surgeons, maar hier kwam men pas achter nadat het materiaal in 2001 werd overgedragen aan het Natural History Museum in Londen. Meer dan 70 jaar na de beschrijving van Keith was de kies van de Shuqbagrot weer beschikbaar voor vergelijking met andere vondsten van tanden. In een studie van 2021 werd bevestigd dat het een slechts weinig afgesleten eerste (M1)  of tweede kies (M2) van een rechter onderkaak was, waarvan de kenmerken karakteristiek waren voor een neanderthaler. De tand was op dat moment het meest zuidelijke bewijs voor de ten minste tijdelijke aanwezigheid van neanderthalers in de Levant, en werd toegeschreven aan een zeven tot twaalfjarig kind.
De bewaard gebleven stenen gereedschappen die in directe samenhang met de tand gevonden werden, lijken in de meeste gevallen op die van andere neanderthaler-sites. Sommige stenen gereedschappen tonen echter een techniek die wordt aangeduid als Nubisch Levallois, welke wordt beschouwd als kenmerkend voor de aanwezigheid van anatomisch moderne mensen (Homo sapiens) in Noord-Afrika. Als de situering van de vondsten in de Shuqbagrot niet door latere activiteiten zoals de neolithische begravingen was verstoord (iets wat door Dorothy Garrod al in 1928 opgemerkt was) zou dat betekenen dat in de zuidelijke Levant neanderthalers en vroege moderne mensen dezelfde techniek gebruikten bij hun gereedschapsproductie.